# USS LST-587
O USS LST-587 foi um navio de guerra norte-americano da classe LST que operou durante a Segunda Guerra Mundial.